# Futbolnaja nacyonalnaja liga
Rosyjska Narodowa Liga Piłki Nożnej (ros. Футбольная национальная лига - ФНЛ, Futbolnaja nacyonalnaja liga) (znana również jako FNL) jest związkiem profesjonalnych piłkarskich klubów Rosji, założony w roku 2010 w celu organizacji mistrzostw Rosji w piłce nożnej w Pierwszej Dywizji.
PFL organizuje rozgrywki na drugim szczeblu profesjonalnych rozgrywek piłkarskich w Rosji:
- Pierwyj diwizion (20 drużyn).

Wcześniej, w latach 1992-2010 rozgrywki w Pierwszej Lidze organizowała Professionalnaja futbolnaja liga (PFL).
Piłkarska Narodowa Liga została założona 13 grudnia 2010 po tym, jak na początku grudnia 2010 roku Rossijskij futbolnyj sojuz (RFS) anulował kontrakt z PFL na organizację turniejów pierwszej i drugiej ligi. FNL jest od 2011 roku członkiem stowarzyszonym EPFL. Obecnie prezydentem FNL jest Igor Jefriemow.
FNL łączy 20 profesjonalnych piłkarskich klubów.